# Otto Aloys Graf Huyn
Otto Aloys Graf Huyn (* 4. September 1859 in Graz, Kaisertum Österreich; † 8. Januar 1928 in Kremsmünster) war ein österreichischer Offizier. Er war Generalmajor der österreichisch-ungarischen Armee und befehligte die 21. Kavalleriebrigade, die auf österreichisch-ungarischer Seite am 21. August 1914 an der letzten Reiterschlacht der Geschichte bei Jaroslavice (90 km östlich von Lemberg) teilnahm.

## Leben
Im August 1914, zu Beginn des Ersten Weltkriegs befehligte Otto Graf Huyn interimistisch die 21. Kavalleriebrigade. Diese gehörte zur 4. Kavallerietruppendivision unter Generalmajor Edmund Ritter von Zaremba. Die 21. Kavalleriebrigade bestand aus dem  Dragonerregiment Nr. 15 und dem Ulanenregiment Nr. 1.
Das Dragonerregiment Nr. 15, das Ulanenregiment Nr. 13 von der 18. Kavalleriebrigade, die jeweiligen Brigadestäbe mit Otto Aloys Graf Huyn und Generalmajor Eugen Chevalier Ruiz de Roxas an der Spitze sowie der Divisionsstab unter der Führung von Generalmajor Edmund Ritter von Zaremba, nahmen an dem letzten großen Reitergefecht der Weltgeschichte teil, das am östlichen Frontabschnitt im Zuge der Schlacht in Galizien stattfand. Bei Jaroslawice trafen am 21. August 1914 die österreichischen Reiter auf die Kavallerie-Brigade unter Generalmajor Markow, die Teil der russischen 10. Kavallerietruppendivision unter Generalleutnant Graf Keller war. Aus dem Gefecht ging keine der beiden Seiten als Gewinner hervor. Bedingt durch die dreifache russische Artillerieüberlegenheit waren die Anstürme insbesondere der 15er Dragoner zwar mutig, aber letztendlich vergebens und verursachten sehr hohe Verluste.
Die Auswirkungen dieses Zusammentreffens waren vor allem durch die am Schlachtfeld zurückbleibenden Pferdekadaver gekennzeichnet und leiteten das Ende der noch aus dem 19. Jahrhundert herrührenden Kavallerie-Taktiken ein.
Ende September 1914 wurde Graf Huyn, nachdem er erkrankt war (wahrscheinlich Cholera), als Regimentskommandant ersetzt und ein Jahr später im Range eines Generalmajors in den Ruhestand versetzt. Mit dem Adelsaufhebungsgesetz 1919 verlor er seinen adligen Titel.
Siehe auch: Österreich-Ungarns Heer im Ersten Weltkrieg#Kavallerieschlacht